# La Prensa (Honduras)
La Prensa è un quotidiano honduregno fondato nella città di San Pedro Sula nel 1964.

## Storia
Il quotidiano è stato fondato dall'imprenditore Jorge J. Larach il 26 ottobre 1964. La sede de La Prensa è situata a San Pedro Sula, la seconda città dell'Honduras per popolazione e considerata la capitale economica del Paese. Altre redazioni sono presenti nella capitale Tegucigalpa e nelle cittadine di La Ceiba ed El Progreso.